# گرومادکا
گرومادکا (به لهستانی:  Gromadka) یک روستا در لهستان است که در گمینا گرومادکا واقع شده‌است.
 گرومادکا  ۲٬۱۵۰ نفر جمعیت دارد.